# HMS Caroline (1914)
El HMS Caroline es un crucero ligero de la clase C de la Marina Real Británica. El HMS Caroline fue botado y dado de alta en 1914, y fue el segundo buque más antiguo en activo de la Marina Real Británica tras el HMS Victory. Estaba asignado como cuartel general estático y buque de entrenamiento de la reserve de la Royal Navy, basado en el muelle Alexandra, Belfast, Irlanda del Norte (Reino Unido). Era el último crucero ligero británico en servicio de la primera guerra mundial, y es el último de los buques que combatieron en la batalla de Jutlandia que permanece a flote.
Actualmente se conserva como buque museo en Belfast, Irlanda del Norte.

## Construcción  y servicio
El HMS Caroline fue construido por Cammell Laird en Birkenhead. Fue botado el 29 de septiembre de 1914 y asignado el 4 de diciembre de 1914.  

### Primera Guerra Mundial
Sirvió en el Mar del Norte a lo largo de la Primera Guerra Mundial.  Pasó gran parte de la contienda en la 4ª escuadra de cruceros ligeros; El HMS Caroline participó con esta escuadra en 1916 en la Batalla de Jutlandia, bajo el mando del capitán H. R. Crooke.
El HMS Caroline sirvió posteriormente en la Indias Orientales, antes de ser puesto en reserva y ser convertido en cuartel general y buque de entrenamiento para la División del Úlster de la Real Reserva de Voluntarios Navales en 1924.

### Segunda Guerra Mundial
Durante la Segunda Guerra Mundial el HMS Caroline sirvió como cuartel general de la Marina Real Británica en el Puerto de Belfast, el cual, era usado como destino de muchos de los buques de guerra que proporcionaron escolta a los convoyes durante la batalla del Atlántico, y de los convoyes Árticos a Rusia.

### Baja del servicio activo y destino
Fue dado de baja el 31 de marzo de 2011 en una ceremonia tradicional. Su pabellón de popa fue colocado en la catedral de Santa Ana en Belfast. En junio de 2016, el HMS Caroline se abrió al público como un buque museo y forma parte del Museo Nacional de la Royal Navy.
Aunque no es capaz de navegar por sus propios medios, permanece a flote y en excelentes condiciones.

## Récords
Como ya se ha dicho anteriormente, fue el segundo buque más antiguo de la Marina Real Británica en activo, el último crucero ligero británico en servicio de la Primera Guerra Mundial en servicio, y el último buque participante en la batalla de Jutlandia que permanece a flote.
Además, fue el tercer buque más antiguo del mundo en activo, tras el navío de línea HMS Victory, botado en 1765 y asignado en 1778 y la fragata USS Constitution, botado y asignado en  1797, y el segundo buque más antiguo activo a flote, ya que el Victory estuvo en dique seco desde 1922.
El HMS Caroline mantiene la marca de ser el buque de guerra significativo de más rápida construcción; nueve meses desde la puesta de quilla, hasta su botadura. Sus turbinas de vapor Parsons, son los últimos ejemplares supervivientes. Harland & Wolff de Belfast retiró su armamento y calderas a su llegada a Belfast en torno a 1924.

## Galería

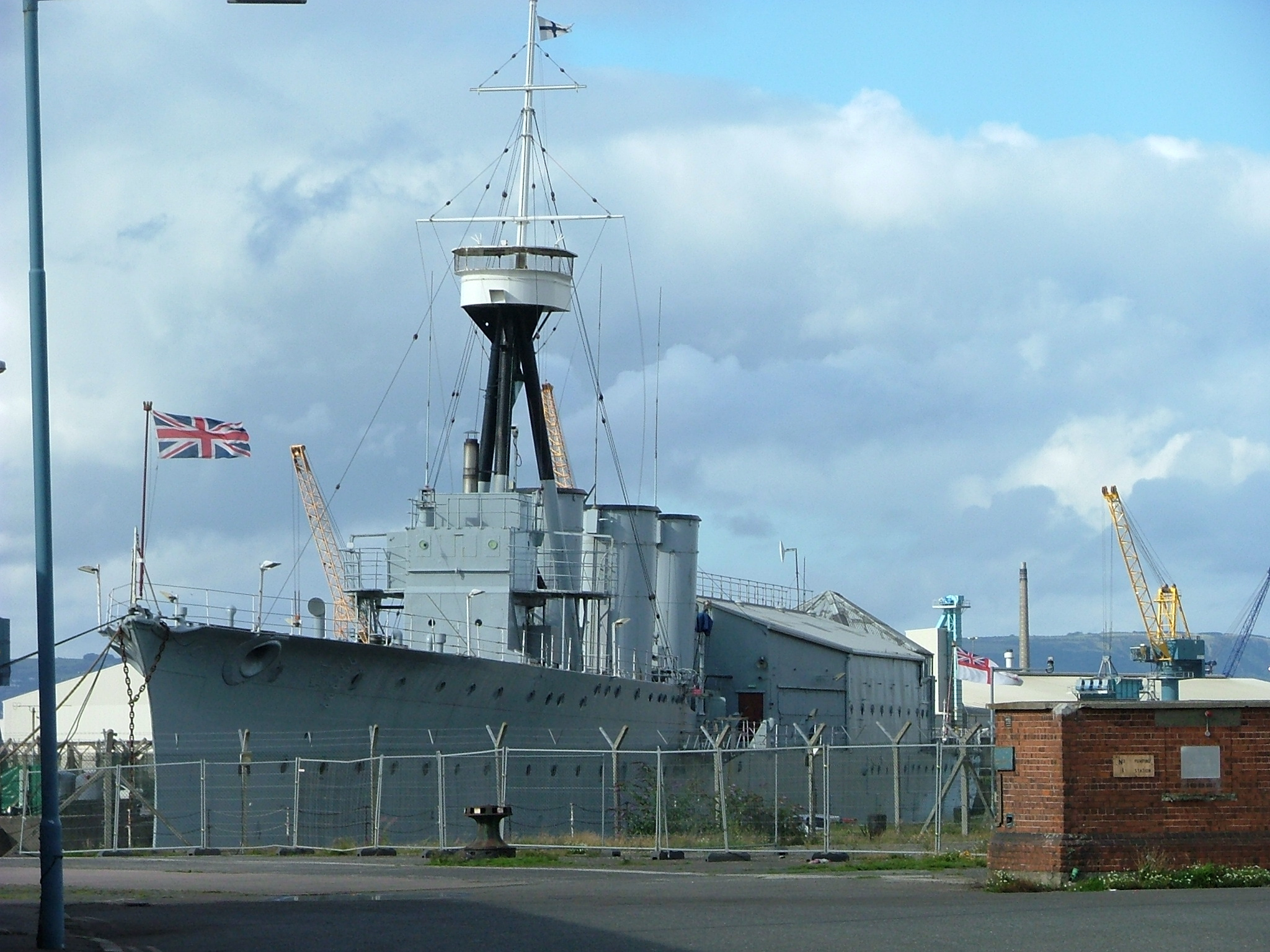
Vista de la proa
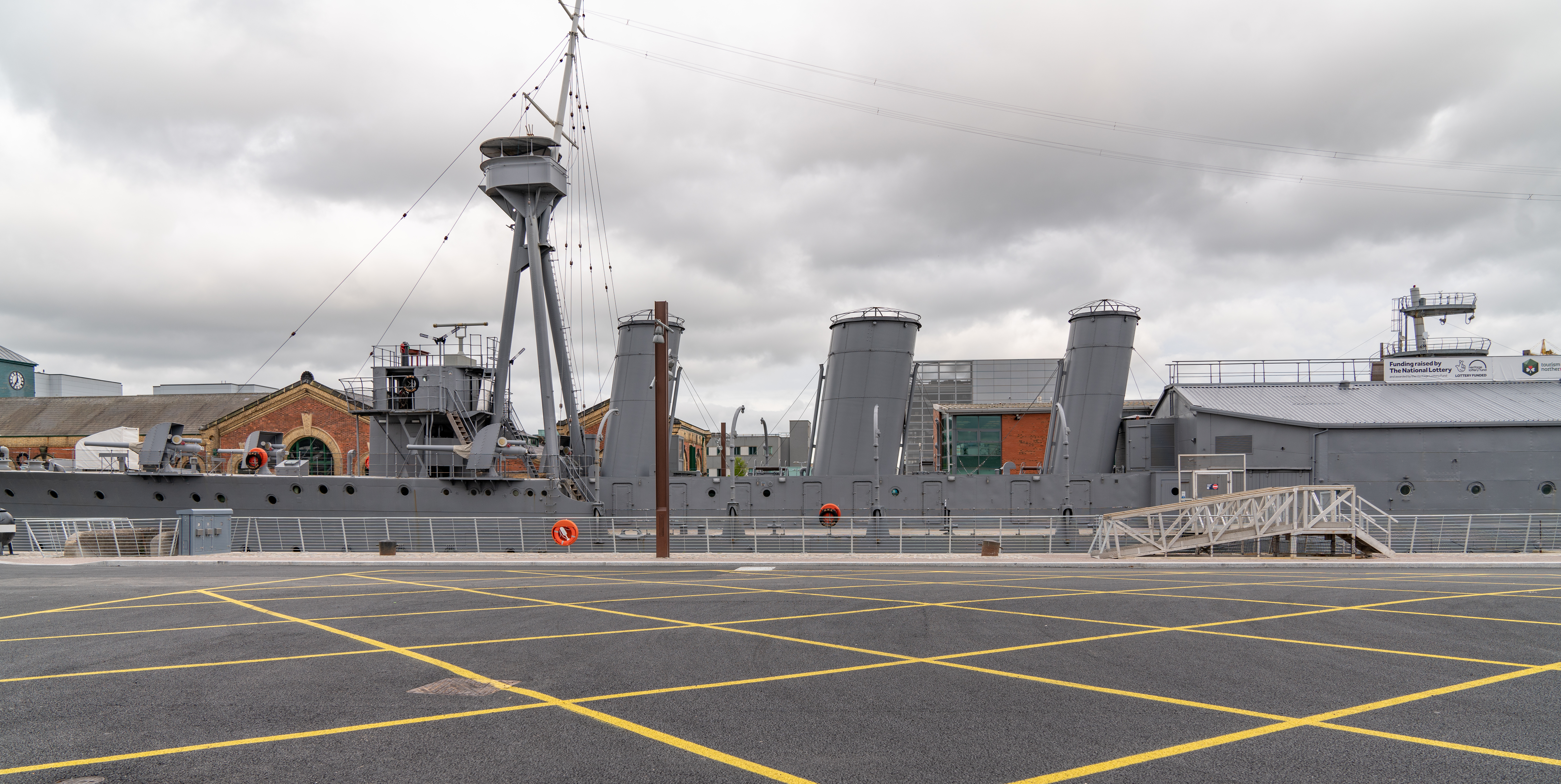
Vista del costado
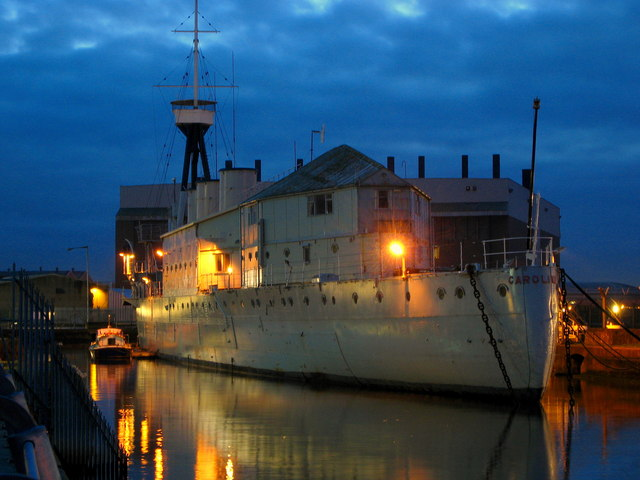
Caroline en la noche

## Lectura adicional
- Allison, R.S. (1974). HMS Caroline: a brief account of some warships bearing the name, and in particular of HMS Caroline (1914-1974), and of her part in the development of the Ulster Division, RNVR, and later RNR. Belfast: The Blackstaff Press. ISBN 085640 056 4.